# Romans-sur-Isère
Romans-sur-Isère o Romans es una ciudad situada en el departamento de Drôme en el sudeste de Francia, pero está en la región de Auvernia-Ródano-Alpes.

## Economía
- Fábrica de combustible nuclear (FBFC)
- Industria del zapato (en declive)

## Lugares de interés turístico
- Museo Internacional del Zapato
- Fábricas (textiles): « Marques Avenue » y negocios de zapatos: « Fan' Halles »
- Torre del reloj Jacquemart
- Iglesia colegiada de Saint Barnard

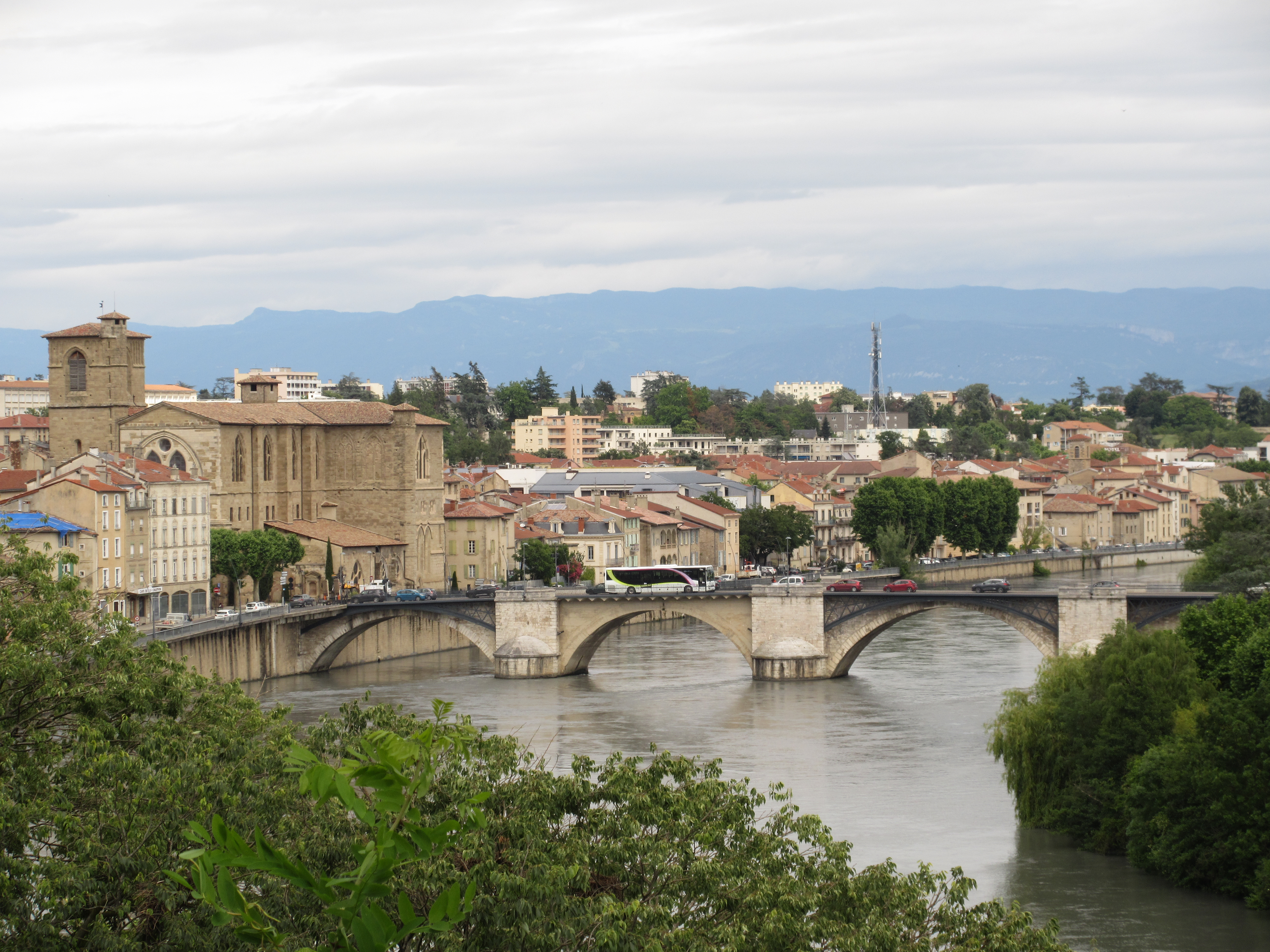
Vista general
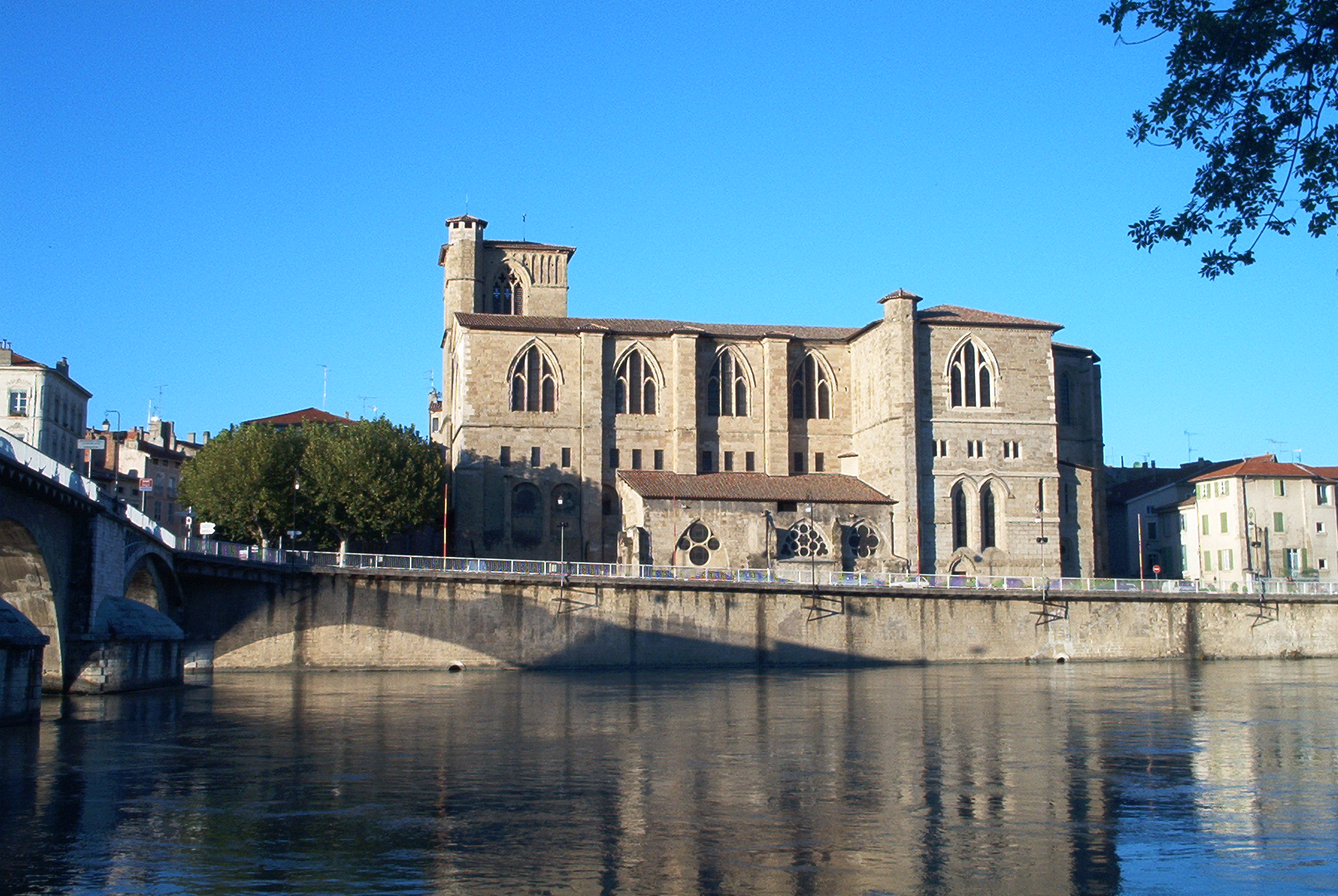
La iglesia colegiada de Saint-Barnard

## Demografía
| 5 742 | 6 473 | 6 997 | 8 837 | 9 471 | 9 972 | 9 958 | 10 869 | 11 219 | 11 257 | 11 524 | 12 674 | 12 923 | 13 806 | 14 733 | 16 545 | 16 702 | 17 140 | 17 622 | 17 201 | 17 054 | 17 596 | 18 957 | 19 489 | 22 171 | 22 559 | 26 377 | 31 545 | 33 030 | 33 152 | 32 734 | 32 667 | 33 234 |
| Para los censos de 1962 a 1999 la población legal corresponde a la población sin duplicidades (Fuente: INSEE [Consultar]) |       |       |       |       |       |       |        |        |        |        |        |        |        |        |        |        |        |        |        |        |        |        |        |        |        |        |        |        |        |        |        |        |

## Administración
| Período   | Identidad             | Partido          | Autoridad  |  |
| --------- | --------------------- | ---------------- | ---------- |  |
| 1919-1928 | Jules Nadi            | SFIO             |            |  |
| 1931-1944 | Dr René Barlatier     |                  | Médico     |  |
| 1945-1955 | Paul Deval            | centro izquierda |            |  |
| 1956-1977 | Pierre Didier         | centro derecha   |            |  |
| 1977-1983 | Georges Fillioud      | PS               | Periodista |  |
| 1983-1990 | Étienne-Jean Lapassat | PS               | Docente    |  |
| 1990-     | Henri Bertholet       | PS               | Docente    |  |

## Gastronomía
- Pogne de Drôme (brioche con ron y flor de árbol frutal naranja)
- Ravioles du Dauphiné (pequeño cuadrado de pasta con queso-, relleno de huevo, a veces con sabor a queso de cabra u hongos)
- Esta región produce albaricoques, melocotones y nogales.

Hay un mercado en el centro de la ciudad los viernes y domingos en la mañana, donde son vendidos muchos productos regionales, mayoritariamente frutas durante el verano.

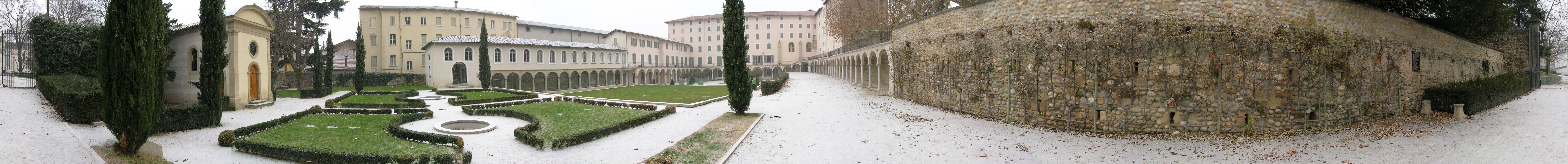

## Transporte
El acceso a la ciudad es fácil a través de la autopista entre Valence y Grenoble, gratuita entre Valence y Romans, y además con el TGV (tren de alta velocidad). Hay una estación TGV entre Valence y Romans, por lo que toma, en el mejor de los casos, dos horas y veinte minutos ir desde París a la estación, y luego serían diez minutos más en auto.

## Personalidades nacidas en la comuna
- Érik Comas, automovilista.
- Philippe Saint-André, jugador de rugby.
- Roger François, campeón olímpico de Halterofilia, nacido en 1900 en Romans-sur-Isère.
- El grupo folclórico Empi et Riaume que organiza todos los años el Festival Internacional de Folclore en Romans.
- Dani Lary, mago.
- Jean-Pierre Descombes, presentador.

## Hermanamientos
- Varese (Italia) desde 1957
- Coalville (Inglaterra) desde 1962, véase Coalville (en inglés)
- Zlín (República Checa) desde 1967
- Straubing (Alemania) desde 1970
- Zadar (Croacia) desde 1985